# Antimonitor
O Antimonitor (AO 1990: Anti-Monitor) é um personagem fictício e um supervilão da editora estadunidense DC Comics que desempenhou o papel de antagonista na minissérie Crise nas Infinitas Terras publicada originalmente em 1985. Sua primeira aparição se deu em Crise nas Infinitas Terras #2 (embora tenha permanecido oculto às sombras até Crise nas Infinitas Terras #5) e foi destruído em Crise nas Infinitas Terras #12.
Em 2009, foi nomeado pela IGN como 49o melhor vilão de quadrinhos de todos os tempos.

## História
Há bilhões de anos o planeta Oa era habitado por uma raça de humanoides imortais de pele azul cujo cotidiano se dividia entre o cultivo e aprimoramento de suas habilidades psicocinéticas e a fruição dos benefícios trazidos por sua excelsa ciência, entretanto um desses imortais, o cientista Krona, nutria verdadeira obsessão em descobrir as origens do universo, apesar da veemente oposição de seus pares, conduta lastreada em especial numa lenda de destruição caso a tessitura da criação fosse violada. Alheio ao que qualificava como "lenda" Krona prosseguiu em seu intento e construiu um aparelho capaz de fazê-lo visualizar o momento da criação, entretanto tal ousadia teve um alto preço, pois ao conspurcar o "big bang" a máquina de Krona causou uma turbação no processo e desencadeou a criação tanto do Universo de Antimatéria quanto do multiverso, uma intrincada teia existencial sustentada pela presença de Terras Paralelas em seu âmago. Tendo como ponto focal o planeta Qward o universo de antimatéria desencadeou uma onda de energias malévolas que varreram a criação e incutiram nos dirigentes oanos a culpa pelo mal causado por seu irmão e nisso foram debatidas formas de debelar a catástrofe. Durante as plenárias dois grupos se formaram: um deles (os Controladores) defendia uma postura incisiva a ponto de erradicar as manifestações malévolas em sua fonte, já o outro grupo (o dos Guardiões do Universo) defendia o uso da força apenas em caso de ataque. Derrotados em seu intento os Controladores deixaram Oa sob o controle dos Guardiões e partiram, sendo que estes logo se debruçaram na árdua missão de criar uma força-tarefa capaz de dar efetividade aos seus desígnios e assim surgiram os Psíons (dispersos após uma rebelião contra seus mestres) e logo a seguir os Caçadores Cósmicos, androides que foram relegados a tarefas menores quando os Guardiões recrutaram seres vivos (mais aptos a perceber as sutilezas que permeavam os conceitos de "bem" e "mal") para patrulhar os três mil e seiscentos setores em que o universo foi dividido e assim surgiu a Tropa dos Lanternas Verdes. A essa altura, porém, as maquinações pretéritas de Krona já haviam resultado no surgimento de dois seres poderosíssimos, cada um dos quais vinculado às diferentes vertentes da existência: um deles, o Antimonitor, era vinculado à antimatéria e via seu poder aumentar à medida que impunha seu domínio sobre o referido universo e o outro, denominado de Monitor, era a representação do universo de matéria positiva tendo um caráter bondoso e altruísta, todavia sua vida passou a ser ameaçada tão logo seu "gêmeo reverso" tomou conhecimento de sua existência e deu início a uma longa batalha cujo desfecho deixou os poderosos imortais em estado de animação suspensa por pelo menos nove bilhões de anos.
A inatividade de tão poderosos seres só foi encerrada quando um cientista chamado Pária realizou um experimento similar ao de Krona com vistas a descobrir os segredos da criação e tão logo ingressou em sua câmara de nuloverso iniciou uma reação em cadeia que libertou os adversários milenares e destruiu todo o seu universo, o que fez o Antimonitor perceber o aumento de seus poderes diante da expansão de seus domínios. Temeroso ante os planos de entropia universal empreendidos por seu irmão, o Monitor resolveu engendrar um contra-ataque e assim passou a vagar pelo cosmo numa nave espacial com o intuito de catalogar e recrutar aliados capazes de debelar os planos de seu funesto irmão. Em sua cabala recrutou o auxílio tanto de Pária (cuja imersão em sua câmara de nuloverso o tornara capaz de detectar quais mundos seriam ameaçados pela antimatéria) quanto de uma jovem chamada Precursora, que fora salva de um naufrágio e criada pelo Monitor como sua filha, tornando-se mais tarde sua mais fiel auxiliar e confidente e de um rapaz chamado Alexander Luthor Junior, este último uma criança oriunda da Terra 3 cujo corpo passou da infância à idade adulta em uma questão de poucos dias enquanto era meticulosamente avaliado pelo Monitor. Filho de um casal que simbolizava as contrapartes de Lex Luthor (Alexander Luthor) e Lois Lane, o jovem Alex possuía a habilidade de controlar tanto as energias do universo positivo quanto as de antimatéria.
Recentemente em Liga da Justiça n. 22, descobre-se que o Anti-monitor tinha a função de auxiliar o Monitor e o Forjador de Mundos na vigilância da criação de sua mãe, Perpétua, sendo o Forjador de Mundos responsável em criar novos planetas, o Monitor em vigiar os universos e prevenir crises entre eles e o Anti-monitor vigiar o universo de antimatéria como uma barreira para todas as coisas vivas e evitar que escapem para o Sobrevazio. Eventualmente o Monitor descobre que Perpétua criou o Planeta Terra e o povou com uma superraça de guerreiros imortais como forma de se preparar contra uma guerra contra os Juízes da Fonte. Sabendo que ela se desviou de sua função que era criar novos multiversos, Mar Novu (Monitor), convence seus irmãos Forjador de Mundos (Alpheus) e Anti-monitor (Mobius) a trairem Perpétua e convocarem os juízes da Fonte, como forma de deter Perpétua e evitar guerra no Omniverso. Os juízes respondem ao chamado e encerram Perpétua junto com a totalidade de superseres que foram gerados na Terra, formando a conhecida Muralha na galáxia de Prometeus, até que chegue o dia em que Perpétua e sua criação sejam julgados. Vendo o Anti-monitor que fora enganado, antes de renascer em Qward, ele promete acabar com o multiverso monitorado por Mar Novu por vingança, já que Mobius ficaria confinado a vigiar um deserto que perdeu sua utilidade frente a Muralha que separa o multiverso do resto do Omniverso enquanto Mar Novu fitaria um oceano infinito de possibilidades.

## Poderes do Antimonitor
Parece não haver limite para o poder do Antimonitor. Com uma única rajada deixou Supermoça mortalmente ferida. Ele foi capaz de apagar o rosto de Pirata Psíquico meramente com um pensamento e depois refaze-lo. Ele aumentou o poder de Pirata Psíquico ao ponto deste ser capaz de controlar as emoções das pessoas dos planetas Terra das dimensões da Terra S, Terra X e Terra 4. Ele demonstrou força suficiente para confrontar O Espectro e sobrepujá-lo. Ele também pôde aumentar seu próprio poder por roubar a energia de todos os heróis na Aurora do Tempo. Antimonitor também podia expandir seu tamanho e crescer dezenas de metros de altura. Sua onda de antimatéria destruiu incontáveis universos . Ele também demonstrou, mesmo estando no Universo de Antimatéria, que tinha um vago sentido sobre as ações do Monitor em nosso universo. Ele também demonstrou uma leve habilidade de perceber distúrbios em suas imediações. Ele transformou diversos Trovejantes de Qward em Demônios da Sombra. Ele também possuía um dos maiores intelectos do Universo e era capaz de criar armas e inventos cujos conceitos fariam inveja a gênios como Lex Luthor, os quais incluíram um canhão de antimatéria capaz de destruir cinco universos ao mesmo tempo e uma máquina capaz de transpor o tempo até a Aurora do Tempo. Ele também possuía uma armadura que construiu depois que Supermoça destruiu a original. Esta última armadura aguentou os poderes combinados duma infinidade de heróis. A influência de Antimonitor também era tamanha que ele conseguiu convencer os deuses olimpianos Ares e Hades a colaborarem com seus planos, sem falar na tremenda quantidade de Trovejantes e Demônios da Sombra que tinha em seu poder. É debatido se a mão vista no final da saga Góticos Americanos, do Monstro do Pântano, é a mão do Antimonitor ou realmente do próprio Mal. Se for real, então o Antimonitor também é a fonte de poder de todos os personagens com poderes ligados as sombras como Eclipso, Ladrão da Sombra, Penumbra e Sombra da Noite.

## Outras versões
- No arco Chain Lightning do Flash,[2] a história muda quando Barry Allen é morto antes dos eventos de Crise nas Infinitas Terras, forçando Wally West a entrar em uma linha do tempo em que o Antimonitor jamais foi destruído e apenas o Universo de Antimatéria permanece existindo.
- Uma paródia do Antimonitor, chamada Aunty Monitor, apareceu na sátira What The--?!, da Marvel Comics.[3] Mighty Mouse, também da Marvel, continha outra paródia "Anti-Minotauro".[4] O mesmo acontece em Turma da Mônica, com a vilã Antimonicor, da Mauricio de Sousa Produções.[5]
- O Antimonitor figura na edição 32 (Junho de 2007) da animação Justice League Unlimited.
- O Monitor e o Antimonitor ambos aparecem na edição 12 (Março de 2009) Tiny Titans.